# Classe Baïan
La classe Baïan est la quatrième et dernière classe de croiseur cuirassé construite par la Marine impériale de Russie avant la Première Guerre mondiale.
Cette classe bénéficia d'une avancée considérable sur les précédentes classes de croiseurs blindés russes

## Classe Baïan
| Nom            | Lancement        | Service effectif | Port d'Attache          | Fin de carrière                                                                  | Photo |
| -------------- | ---------------- | ---------------- | ----------------------- | -------------------------------------------------------------------------------- | ----- |
| Baïan puis Aso | 20 mai 1899      | 1903             | Port-Arthur et Yokosuka | coulé le 23 novembre 1904 renfloué par la Marine impériale japonaise (1905-1932) |       |
| Amiral Makarov | 25 avril 1906    | mai 1908         | Kronstadt               | désarmé le 25 novembre 1925                                                      |       |
| Baïan II       | 2 août 1907      | 1911             | Saint-Pétersbourg       | 1922                                                                             |       |
| Pallada        | 10 novembre 1906 | 21 février 1911  | Saint-Pétersbourg       | torpillé le 11 octobre 1914                                                      |       |